# Pánico en el Edén
«Pánico en el Edén» es el título de una canción del cantante español de tecno pop Tino Casal, perteneciente a su tercer álbum de estudio Hielo rojo, publicado en 1984. Fue la canción oficial de la Vuelta a España 1984, y alcanzó el n.º 1 en las listas de sencillos más vendidos en España y la lista de éxitos de los 40 Principales.

## Datos
Tino Casal publicó en 1984 Hielo rojo, su tercer álbum de estudio. Ese año, la organización de la Vuelta Ciclista a España, encargó a Julián Ruiz, como ya había hecho en anteriores ediciones, la grabación de la música que acompañase a la carrera. Ruiz era el productor musical de Tino Casal, a quien confió la composición del tema. Los acordes más llamativos de la sintonía fueron llevados a cabo con un sampler Fairlight CMI y el sonido distorsionado de una pianola, y las guitarras corrieron a cargo de Paco Palacios.
«Pánico en el Edén» fue un éxito inmediato. La promoción que representó su reproducción durante la vuelta ciclista y en las retransmisiones de Televisión Española constituyeron un espaldarazo definitivo para su éxito. Está considerada una de las canciones más recordadas de las sintonías de la Vuelta Ciclista a España.
El sencillo estuvo durante ocho semanas en la lista de los diez sencillos más vendidos en España en 1984. El 23 de junio, alcanzó el n.º 1 de la lista de éxitos de los 40 Principales.

## Posicionamiento en listas
| País   | Lista              | Mejor posición |
| ------ | ------------------ | -------------- |
| España | Los 40 principales | 1              |